# Цигла (Свидњик)
Цигла (слч. Cigla) насељено је мјесто са административним статусом сеоске општине (слч. obec) у округу Свидњик, у Прешовском крају, Словачка Република.

## Становништво
| Година:    | 1994. | 2004.   | 2014.    | 2024.    |
| ---------- | ----- | ------- | -------- | -------- |
| Број људи: | 86    | 80      | 97       | 79       |
| Разлика:   |       | -6,97 % | +21,25 % | -18,55 % |

| Година:    | 2023. | 2024.   |
| ---------- | ----- | ------- |
| Број људи: | 77    | 79      |
| Разлика:   |       | +2,59 % |

Према подацима о броју становника из 2024. године насеље је имало 79 становника.